# Брдо (Словенське Коніце)
Брдо (словен. Brdo) — поселення в общині Словенське Коніце, Савинський регіон, Словенія. Висота над рівнем моря: 349,3) м. Традиційно вся територія навколо Словенських Кониць була частиною Штирії. Пам'ятки культури відсутні.

## Зовнішні посилання
- Брдо в Геопедії [Архівовано 3 березня 2016 у Wayback Machine.]

| Словенія | Це незавершена стаття з географії Словенії. Ви можете допомогти проєкту, виправивши або дописавши її. |